# Celeus spectabilis
Celeus spectabilis là một loài chim trong họ Picidae.